# Оулавюр Йоуганн Сігюрдссон
Заголовок цієї статті — це ісландське ім'я, де Олафур Йоганн — особове ім'я, а Сіґурдссон — ім'я по батькові. 
Олафур Йоганн Сіґурдссон (ісл. Ólafur Jóhann Sigurðsson, * 26 вересня 1918 — 30 липня 1988) — ісландський письменник. 
Сіґурдссон є батьком Олафура Сіґурдссона-молодшого, також відомого письменника.

## Творчість
Опубліковані твори Сіґурдссона становлять 5 томів повістей і новел, 6 романів, 4 книжки для дітей та збірок поезій. Його твори перекладені 16-ма мовами. Письменник мав престижні літературні премії, зокрема Нагороду Нордичної Ради. 
У СРСР у 1984 році в серії «Майстри сучасної прози» вийшов достатньо об'ємний том вибраних творів Олафура Й. Сіґурдссона у перекладах російською — включав 2 повісті «Ігри барв землі» та «Лист пастора Бьодвара» і 2 романи — «Годинниковий механізм» і «Марення».